# بيلباو أرينا
صالة بيلباو أرينا صالة رياضية تستخدم لرياضة كرة السلة وتقام فيها أحياناً عدد من الفعاليات الفنية، تقع في مدينة بلباو التابعة لمقاطعة بيسكاي في إقليم الباسك في إسبانيا، تتسع القاعة لأكثر من 10 ألآف متفرج، وهي الصالة الرسمية لنادي بلباو باسكت الذي يلعب في الدوري الإسباني لكرة السلة، تم افتتاح القاعة في شهر سبتمبر من سنة 2010 .